# Rule of thumb
Rule of thumb (en español regla del pulgar) es una expresión del idioma inglés que designa un principio o criterio de amplia aplicación que no es necesariamente preciso ni fiable en toda situación. 
Establece una especie de fórmula u observación generalmente aceptada como conocimiento práctico basado en la experiencia, pero no se trata de una proposición científica.
Es un procedimiento de fácil aprendizaje, destinado a recordar o calcular aproximadamente un valor o tomar una decisión. Es cercano al concepto de heurística utilizado en matemática, psicología y ciencias de la computación (particularmente en diseño de algoritmos). El término es ampliamente usado en obras técnicas que enfatizan principios generales, tal como en la ingeniería de software o en la administración de empresas.

## Etimología popular
Una etimología popular moderna sostiene que la frase se deriva de una ley inglesa que estipulaba el ancho máximo de la vara con la que un hombre tenía permitido golpear a su esposa, pero nunca existió tal ley. Esta creencia podría haberse originado en una declaración rumoreada del juez del siglo XVIII, Sir Francis Buller, de que un hombre puede golpear a su esposa con una vara tan ancha como el pulgar. El rumor produjo numerosos chistes y caricaturas satíricas a expensas de Buller, pero no existe evidencia de que realmente hiciera tal declaración.
El jurista inglés Sir William Blackstone escribió en sus Comentarios sobre las leyes de Inglaterra sobre una "antigua ley" que alguna vez permitió palizas "moderadas" por parte de los maridos, pero no mencionó los pulgares ni ningún implemento específico. Golpear a la esposa ha estado oficialmente prohibido durante siglos en Inglaterra y los Estados Unidos, aunque ha continuado en la práctica; Varias sentencias de los tribunales estadounidenses del siglo XIX se referían a una "doctrina antigua" que, según los jueces, había permitido a los maridos castigar físicamente a sus esposas utilizando instrumentos no más gruesos que los pulgares. 
La frase regla del pulgar se asoció por primera vez con el abuso doméstico en la década de 1970, después de lo cual la falsa definición legal se citó como un hecho en varias revistas jurídicas, y la Comisión de Derechos Civiles de EE. UU. Publicó un informe sobre abuso doméstico titulado "Under the Rule of Thumb "en 1982. Se hicieron algunos esfuerzos para desalentar la frase, que se consideró tabú debido a este origen falso. Durante la década de 1990, varios autores identificaron correctamente la etimología espuria; sin embargo, la conexión con la violencia doméstica se citó en algunas fuentes legales incluso a principios de la década de 2000.

## Origen
En inglés, la regla general se refiere a un método aproximado para hacer algo, basado en la experiencia práctica más que en la teoría. El origen exacto de la frase es incierto. Su primera aparición (1685) en forma impresa proviene de una colección de sermones publicados póstumamente por el predicador escocés James Durham: "Muchos cristianos profundos son como constructores tontos, que construyen por conjetura y por regla del pulgar (como solemos hablar), y no por Cuadrado y Regla".
La frase también se encuentra en The Compleat Fencing Master, 1692 de Sir William Hope: "Lo que hace, lo hace por regla del pulgar y no por arte". The Complete Collection of Scottish Proverbs, de 1721, de James Kelly, incluye: "Ninguna regla es tan buena como la regla del pulgar, si funciona", que significa una aproximación práctica. 
Históricamente, el ancho del pulgar, o "el ancho del pulgar", se usaba como el equivalente a una pulgada en el comercio de telas; También existían expresiones similares en latín y francés. El pulgar también se ha utilizado en la elaboración de cerveza, para medir el calor de la tina de elaboración. Ebenezer Cobham Brewer escribe que la regla de oro significa una "medida aproximada". Dice que "las mujeres a menudo miden metros con el pulgar. De hecho, la expresión 'dieciséis uñas hacen un metro' parece apuntar a la uña del pulgar como estándar" y que "los compatriotas siempre miden con el pulgar". Según Phrasefinder, "La frase [regla del pulgar] es, junto con las nueve yardas completas una que probablemente se derive de alguna forma de medición, pero que es poco probable que alguna vez se pueda precisar definitivamente".

## Ejemplo
Un ejemplo de aplicar una “regla del pulgar” (rule of thumb) es la recomendación sobre el cambio de aceite de un automóvil cada cierto número de kilómetros recorridos: “...de entrada, cambia el aceite cada 5000 o 6000 kilómetros...”. En este ejemplo, la no rigurosa precisión, puede estar entre otros factores, en el no considerar el buen estado del filtro o el tipo de aceite utilizado, así: “cada 5000 kilómetros, si es un aceite multigrado parafínico y cada 15000 kilómetros si es un aceite multigrado 100 % sintético”; sería una mejor aproximación sin dejar de ser todavía una estimación práctica.

## Traducciones
La traducción literal es “regla del pulgar”, en español la frase más aproximada podría ser “a ojo de buen cubero”, que quiere expresar que se realiza una aproximación basada en la experiencia. Otra expresión idiomática común es “regla práctica”, “regla general” o “regla de oro”, “a ojo” o “a ojímetro”, es decir, una regla que sirve o se aplica a la mayoría de los casos.